# Larvik Turn
A Larvik Turn & Idrettsforening norvég sportegyesület, van labdarúgó-, kézilabda-, track and field-, birkózó- és tornaszakosztálya.
A klubot nagyon korán, 1965-ben alapították, a labdarúgó-szakosztály 1906 óta működik. Utóbbi az 1950-es években élte fénykorát, amikor háromszor (1953, 1955 és 1956) megnyerték a norvég bajnokságot. A norvég labdarúgókupa döntőjébe csak 1956-ban jutott be, de 2-1-re kikaptak a Skeidtől. A korábbi norvég válogatott Gunnar Thoresen, Hallvar Thoresen, Tom Sundby és Gunnar Halle mind játszott a Larvik Turn & IF csapatában.
Az atlétikai szakosztály legjelentősebb versenyzője Lars Martin Kaupang volt, aki az 1500 méteres futás norvég rekordját 3:37,4 perccel tartja.